# Полоцкий торгово-технологический колледж Белкоопсоюза
Учреждение образования «Полоцкий торгово-технологический колледж» Белкоопсоюза — учреждение среднего специального образования в г. Полоцке (Беларусь),одно из наиболее многочисленных учреждений среднего специального образования города. Готовит специалистов и рабочих для предприятий различных форм собственности и видов деятельности. Единственное учреждение среднего специального образования в Витебской области, осуществляющее подготовку контролёров отделения банка и техников-механиков низкотемпературной техники. В колледже осуществляется подготовка по 8 специальностям и 10 квалификациям (специальности и квалификации см. в таблице ниже).   

## История
1954 год - открыта Полоцкая торгово-кооперативная школа Витебского областного союза потребительской кооперации.
1959 год — школа переименована в Полоцкий кооперативный техникум Белорусского Республиканского союза потребительских обществ.
1969 год — техникум переименован в Полоцкий политехнический техникум Белорусского Республиканского союза потребительских обществ.
1993 год — техникум и училище объединены в учебно-производственный комплекс «ПТУ — техникум».
2000 год — «ПТУ-техникум» преобразован в Полоцкий торгово-технологический колледж Белкоопсоюза. Введена двухуровневая подготовка: I уровень профессионально-технического образования; II уровень среднего специального образования.
2007 год — открыта специализация «Информационное обеспечение бизнеса» по заочной форме обучения.
2008 год — открыта подготовка по специальности «Программное обеспечение информационных технологий»
2009 год — открыта подготовка по специальности «Машины и аппараты пищевых производств» на заочном отделении
2013 год — открыта подготовка по специальности «Розничные услуги в банке»
2018 год, сентябрь - планируется начать подготовку по специальности "Низкотемпературная техника"

## Материальная база
Колледж имеет 2 учебных корпуса с оборудованными учебными кабинетами и лабораториями, с 9 компьютерными классами, учебным магазином, библиотекой с читальным залом, спортивным залом, буфетом.
Иногородние учащиеся обеспечиваются общежитием, в котором расположена столовая на 80 посадочных мест.

## Специальности и квалификации
| № | Специальность                                                   | Квалификация                           |
| - | --------------------------------------------------------------- | -------------------------------------- |
| 1 | Низкотемпературная техника                                      | Техник-механик                         |
| 2 | Коммерческая деятельность (товароведение)                       | Товаровед                              |
| 3 | Коммерческая деятельность (экономическая деятельность и услуги) | Экономист                              |
| 4 | Бухгалтерский учет, анализ и контроль                           | Бухгалтер                              |
| 5 | Программное обеспечение информационных технологий               | Техник-программист                     |
| 6 | Розничные услуги в банке                                        | Контролёр отделения банка              |
| 7 | Торговое дело                                                   | Продавец, контролёр-кассир (контролёр) |
| 8 | Общественное питание                                            | Повар, кондитер                        |

После окончания колледжа можно получить высшее образование в сокращённые сроки заочно в Белорусском государственном университете (Минск), Белорусском торгово-экономическом университете потребительской кооперации (Гомель), Полоцком государственном университете, Белорусском государственном экономическом университете (Минск), Витебском государственном технологическом университете, Могилёвском университете продовольствия, Витебском государственном университете, Российском университете кооперации (Смоленск, Россия)